# Tuta spaziale

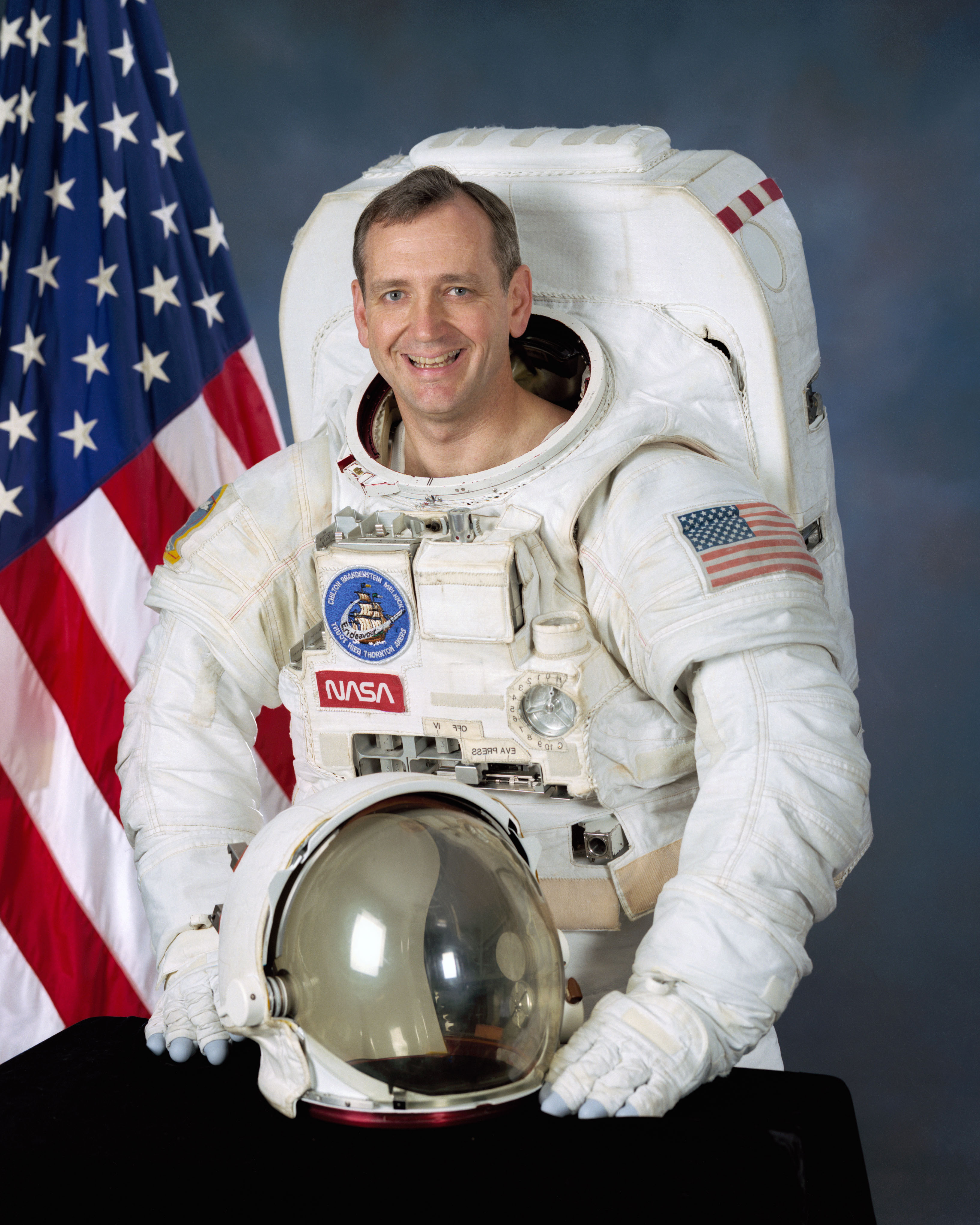
La moderna tuta EMU, indossata da Thomas Akers. È ben visibile la strumentazione sul petto

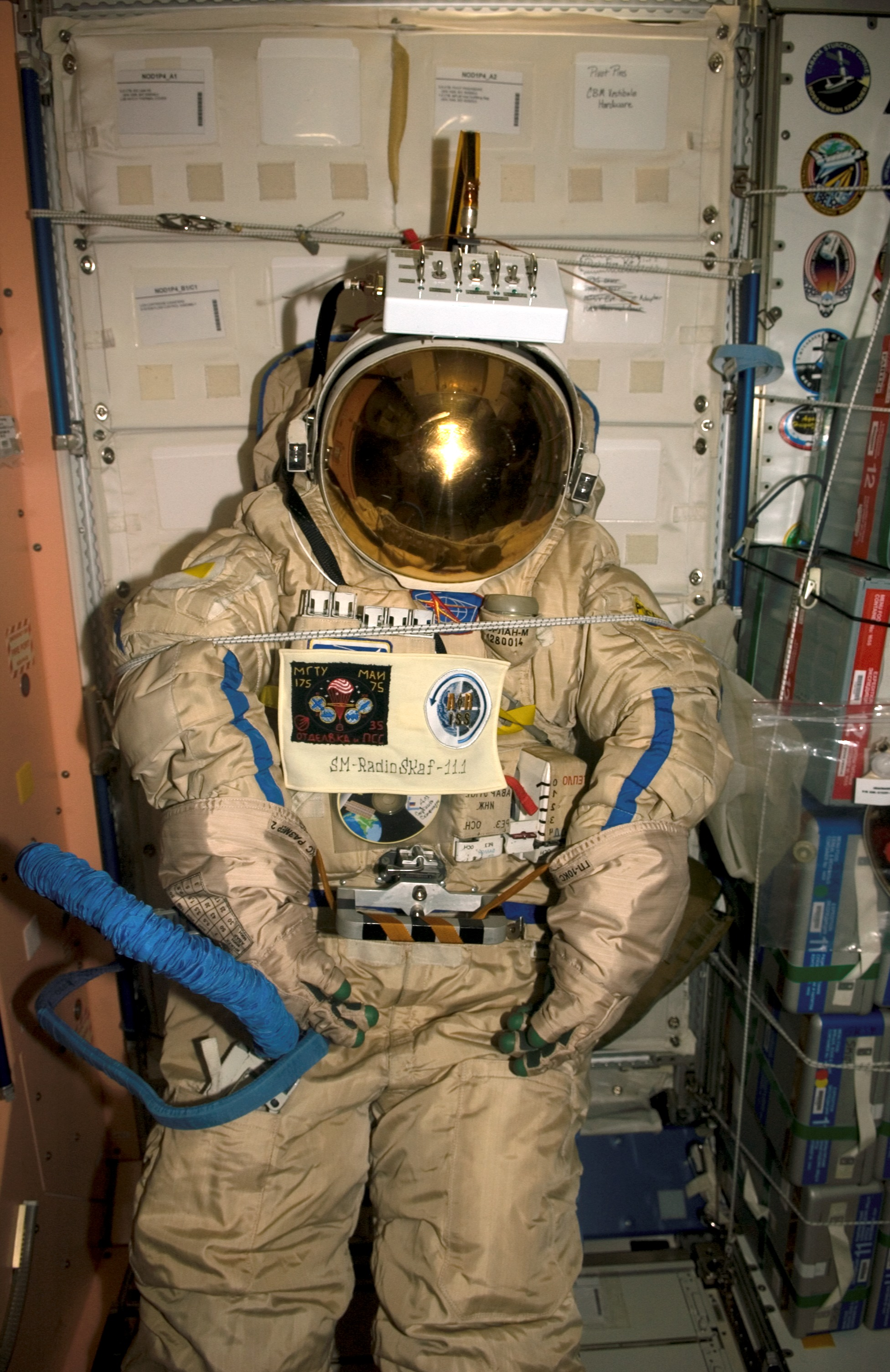
Tuta spaziale russa Orlan

La tuta spaziale è l'indumento protettivo utilizzato dagli astronauti durante le attività extraveicolari (EVA) per isolarsi dall'ambiente esterno che è letale per il corpo umano.

## Storia
Le prime tute spaziali non erano particolarmente sofisticate: erano sviluppate sfruttando tecnologie già utilizzate per i voli in alta quota e le immersioni in profondità, quali tute pressurizzate leggere, maschere ad ossigeno e rebreather.
Le protezioni contro i raggi cosmici e la temperatura non erano nemmeno contemplate, in quanto non era ancora prevista l'attività dell'uomo all'esterno dell'astronave.
La competizione tra Russia e Stati Uniti ha consentito una crescita costante della tecnologia alla base delle tute spaziali, benché i due modelli siano notevolmente diversi; la tuta spaziale statunitense è composta da quattro elementi, che vengono indossati in ordine dall'astronauta: pantaloni, giacca con maniche, casco e guanti; quella russa invece è costituita da un unico elemento semirigido, con un'apertura all'altezza della schiena, da cui l'astronauta si infila, e che verrà chiusa da un collaboratore.
Un'ulteriore differenza tra le due tute sta nella diversa pressurizzazione interna, 0,30 bar per la tuta della NASA e 0,56 bar per quella russa.

### Cronologia

#### Modelli russi

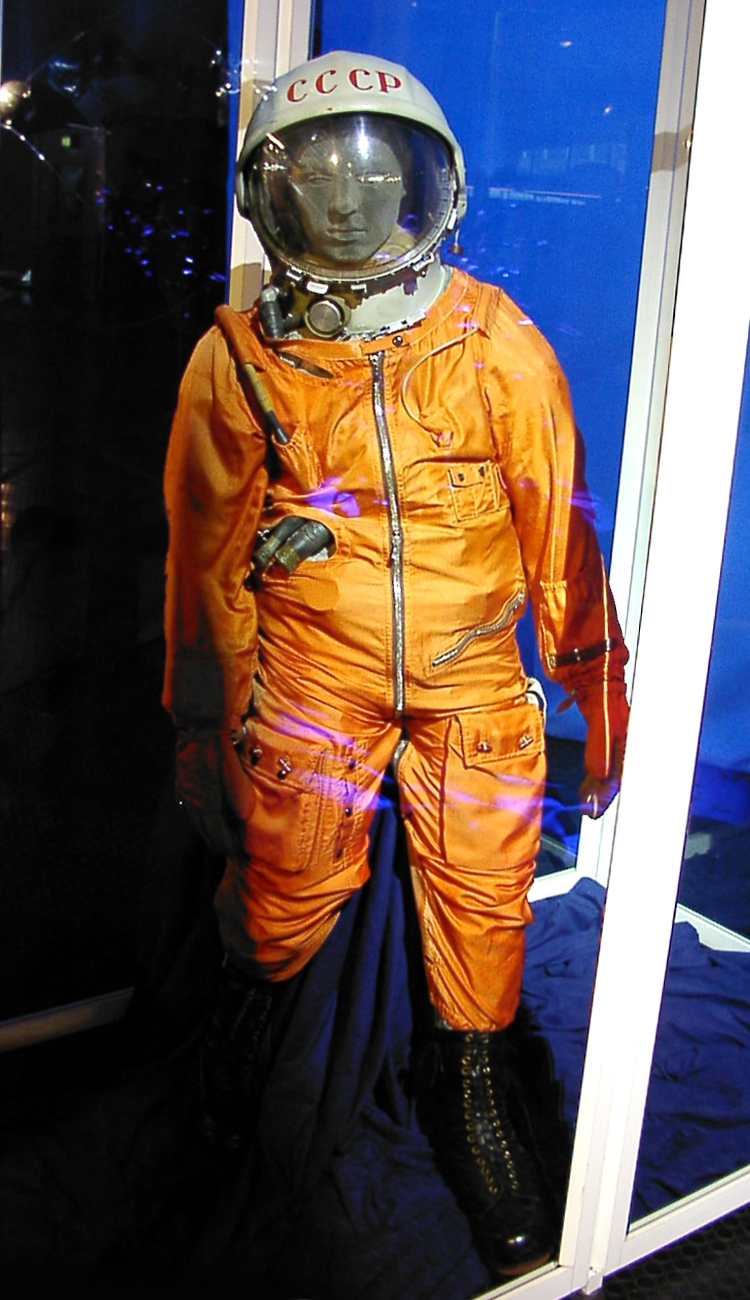
La tuta spaziale russa SK-1

- SK-1, la tuta usata da Yuri Gagarin, il primo uomo in orbita attorno alla Terra
- Berkut (Беркут è l'aquila reale), usata da Aleksej Archipovič Leonov, il primo ad effettuare un'attività extraveicolare
- Krechet (Кречет è il girifalco), progettata per l'esplorazione lunare[1], mai avvenuta
- Yastreb (Ястреб è lo sparviero), sviluppata sul modello della precedente
- Orlan (Орлан è l'aquila di mare)
- Sokol (Сокол è il falco), utilizzata dall'equipaggio del Sojuz durante le fasi di lancio e rientro
- Strizh (Стриж è il rondone), progettata per gli equipaggi del Programma Buran

#### Modelli statunitensi
- Navy Mark IV, un prototipo di tuta utilizzata durante il programma Mercury
- Gemini, utilizzata nel programma Gemini
- Tuta spaziale progettata per il Manned Orbiting Laboratory, ma mai utilizzata
- Apollo/Skylab A7L, la tuta creata per il programma Apollo, utilizzata anche per le tre missioni Skylab e la missione Apollo-Sojuz
- Advanced Crew Escape Suit, la tuta utilizzata nel programma Space Shuttle
- Extravehicular Mobility Unit, una particolare tuta attualmente in uso per le attività extraveicolari

#### Modelli cinesi
- la Tuta spaziale usata per il programma Shenzhou 5, il primo con equipaggio per la Cina
- la Tuta utilizzata durante le missioni Shenzhou 6, leggermente diversa dalla precedente e più leggera
- Tuta spaziale Feitian: progettata per la missione Shenzhou 7 del 2008. Ha reso possibile la prima EVA Cinese

## Caratteristiche
Una tuta spaziale dispone della tecnologia più sofisticata ed avanzata per proteggere da diversi fattori ostili come le radiazioni cosmiche, in particolare quelle infrarosse e ultraviolette non filtrate per mancanza di atmosfera, oltre agli sbalzi di temperatura che oscilla tra i -100 °C all'ombra e i +120 °C al sole
.
La tuta deve poi proteggere dal vuoto all'esterno, che corrisponde a pressione nulla; per ovviare a questo inconveniente la tuta deve poter essere pressurizzata internamente. Le tute attuali non sono progettate per garantire una pressione uguale a quella dell'abitacolo dello Space Shuttle o della stazione spaziale, ma pari a 1/3 atm; si renderebbe necessario altrimenti uno scafandro eccessivamente rigido con conseguente impedimento nei movimenti. Prima di ogni "passeggiata" l'astronauta deve effettuare un periodo di adattamento nel cosiddetto airlock, un compartimento a tenuta stagna per equilibrare la pressione prima e dopo ogni attività extraveicolare, evitando così un'eventuale patologia da decompressione; nel frattempo deve respirare ossigeno per eliminare l'azoto presente nel corpo.
All'interno della tuta, a causa della bassa pressione, l'astronauta respira ossigeno puro, evitando così l'ipossia che si verificherebbe utilizzando aria. Infatti a pressione atmosferica, pari a circa 1 bar, per la legge delle pressioni parziali la pressione parziale dell'ossigeno è di circa 0,21 bar, (20,96% di 1 bar), mentre respirando normale aria a 0,3 bar la pressione parziale dell'ossigeno corrisponde a circa 0,06 bar, equivalenti ad una concentrazione del 6,3% circa, letale per un essere umano.

## Specifiche tecniche
Una tuta spaziale è realizzata con un tessuto formato da undici o dodici strati, ognuno con particolari caratteristiche, in base alla funzione cui è destinato. Dall'interno verso l'esterno si ha:
- Primo e secondo strato: chiamati Liquid Cooling and Ventilation Garment o LCVG, servono per la termoregolazione del corpo e sono costituiti da una specie di calzamaglia a contatto con la pelle dell'astronauta, intrecciata con dei tubicini di una lunghezza complessiva di circa 85 m. All'interno dei tubi scorre acqua fredda che conduce il calore lontano dal corpo, portando ad una temperatura interna più bassa. Insieme al primo strato è presente inoltre un tubo per l'assorbimento dell'aria espirata, contenente CO2, che verrà poi trasferita nel backpack.
- Terzo strato: realizzato in nylon serve per garantire la traspirazione; è rivestito con gomma sintetica per mantenere la tenuta stagna.
- Quarto strato: di poliestere, contribuisce alla stabilità della pressione, evitando che la tuta si gonfi eccessivamente, diventando d'intralcio ai movimenti.
- Quinto strato: funge da protezione contro calore, abrasioni e perforazioni dovute a micrometeoriti; la funzione termica, antistrappo ed antiradiazioni è svolta dal mylar rivestito di alluminio.
- Sesto-decimo strato: una spessa barriera che garantisce un'elevata resistenza al calore.
- Undicesimo strato: chiamato TMG è costituito da una o due coperture in Goretex e serve per proteggere dall'impatto con micrometeoriti.

## Componenti
Una tuta spaziale è formata da diversi pezzi ed è corredata da numerosi strumenti e accessori. La massa delle tute per le passeggiate lunari si aggirava intorno ai 100 kg, mentre quelle per lo Space Shuttle pesano oltre 130 kg; ognuna ha un costo che va dai 675.000€
ai 1.250.000€ (2 milioni di $)
.
In passato ogni singolo pezzo della tuta era realizzato su misura per ogni astronauta, ma con l'aumentare del costo e della complessità dei materiali le taglie sono state uniformate, e l'altezza dell'individuo deve essere compresa tra 167 e 187 cm.

### La tuta

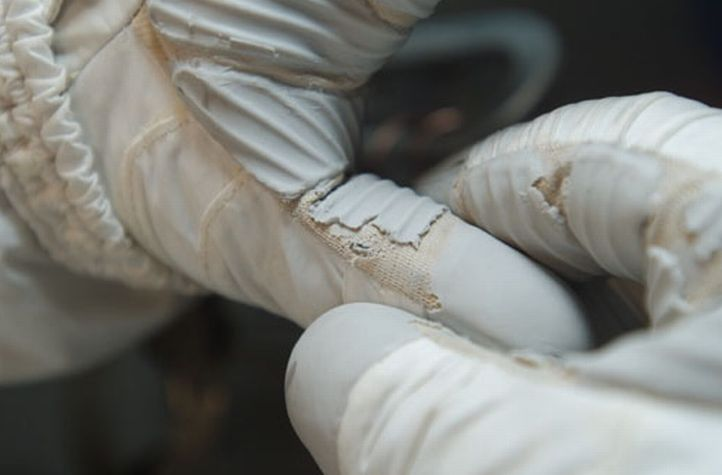
Un guanto usurato

La tuta vera e propria è formata idealmente da due sezioni, superiore ed inferiore.
La parte superiore è costituita da:
- Un casco, realizzato con policarbonato rigido e resistente al calore che garantisce una perfetta trasparenza; viene rivestito internamente da un liquido antiappannamento. All'elmetto è applicata una visiera mobile (chiamata Extravehicular Visor Assembly) costituita da due pannelli laterali e uno frontale, e regolabile per mezzo di una coppia di manopole. La visiera è laminata con un sottile strato di oro, per proteggere la vista dell'astronauta dalla luce diretta del sole e dal riverbero luminoso.
- Un busto (chiamato anche HUT, Hard Upper Torso), in fibra di vetro, a cui sono collegati tutti gli altri componenti. Si collega con il casco all'estremità superiore, con i guanti a livello degli avambracci e con le gambe all'altezza della vita.
- I guanti, molto importanti per il lavoro dell'astronauta, sono meno spessi e relativamente comodi. Esternamente sono dotati di uno strato in gomma per una migliore presa sugli oggetti, oltre che di ganci per appendere eventuali utensili. Le estremità delle dita sono dotate di un dispositivo di riscaldamento azionabile tramite un interruttore posizionato sul polso. A causa dello spessore ridotto del tessuto e dell'attività manuale prolungata, i guanti sono spesso soggetti a logorio che può dar luogo anche a tagli o strappi, causando la depressurizzazione della tuta.

La parte inferiore è composta da:
- LTA, Lower Torso Assembly, un'unità singola che comprende
  - Gambe, con una fascia colorata ciascuna, fissata con il velcro, per il riconoscimento dell'astronauta
  - Articolazioni mobili delle ginocchia e delle caviglie
  - Stivali, disponibili in due taglie

### Gli accessori
- Un contenitore per l'acqua potabile (chiamato anche IDB In-suit Drink Bag), situato all'altezza del petto, è dotato di un tubicino per consentire all'astronauta di bere. Ha una capienza di 1 o 2 l di acqua. Talvolta possono essere presenti delle barrette energetiche.
- Un "pannolone" (chiamato anche MAG, Maximum Absorption Garment), serve per la raccolta delle urine prodotte nelle quasi 8 ore di lavoro fuori dal veicolo spaziale.

### Gli strumenti
Alcuni strumenti si trovano direttamente sulla tuta, o al suo interno. Tra questi vi sono:
- Le luci, posizionate dietro o lateralmente al casco, consentono una buona visibilità anche nelle zone d'ombra. Sono alimentate autonomamente attraverso due batterie.
- Una telecamera, si trova sul casco ed è attivabile dall'astronauta attraverso un apposito interruttore. È collegata con lo Shuttle e con la base di controllo sulla Terra, a cui trasmette le attività e le manovre dell'operatore.
- Gli auricolari e i microfoni sono incorporati in una cuffia di tessuto. Sono collegati a due circuiti di alimentazione separati (destro e sinistro), in modo da garantire il funzionamento anche in caso di guasto di uno di essi. L'impianto di comunicazione è anche chiamato CCA, Communications Carrier Assembly.
- Il modulo di indicazione e controllo (DCM, Display and Control Module), è un dispositivo che si trova anteriormente all'altezza dell'addome. È di fondamentale importanza per l'astronauta poiché è dotato di un completo sistema di indicatori e spie, per monitorare il corretto funzionamento della tuta. Attraverso un piccolo specchio montato sul polso, l'astronauta può intervenire direttamente per controllare e regolare alcune impostazioni. Il modulo è composto da:
  - Un regolatore di temperatura, costituito da una manopola
  - Un kit elettrocardiografico, che permette un monitoraggio costante della funzionalità cardiaca
  - Un dosimetro per misurare l'intensità delle radiazioni cosmiche
  - Un dispositivo per il controllo dell'ossigeno all'interno della tuta

#### Primary Life Support System
Il Primary Life Support System (PLSS) è lo zaino di cui è dotato l'astronauta. Fondamentale per la riuscita di una missione extraveicolare, include diversi dispositivi tra cui vi sono:
- Una batteria, per l'alimentazione di ogni apparecchiatura della tuta spaziale, che garantisce un'autonomia di oltre 8 ore
- Un'antenna, per le comunicazioni radio con lo Shuttle o la stazione spaziale. Se l'astronauta si trova in prossimità di una stazione spaziale, grazie ai dispositivi di quest'ultima, può comunicare anche con la base a terra
- Un serbatoio per il liquido di raffreddamento della tuta collegato ad un sublimatore, che espone l'acqua a contatto con l'ambiente esterno. Ghiacciando e quindi sublimando, l'acqua sottrae calore al liquido interno
- Un sistema per la rigenerazione dell'aria espirata, che elimina i gas e le polveri di scarto prodotti dall'astronauta con la respirazione. L'ossigeno non consumato viene poi reintrodotto nella tuta da un'apertura dietro alla testa
- Due serbatoi di ossigeno principali, in cui il gas puro viene compresso e consente un utilizzo per oltre 7 ore.
- Due serbatoi secondari, per una durata complessiva di 30 minuti, entrano in funzione automaticamente quando si esaurisce la riserva principale
- Un sistema di controllo e di allarme, per monitorare costantemente ogni parametro della strumentazione della tuta spaziale.

#### Manned Maneuvering Unit

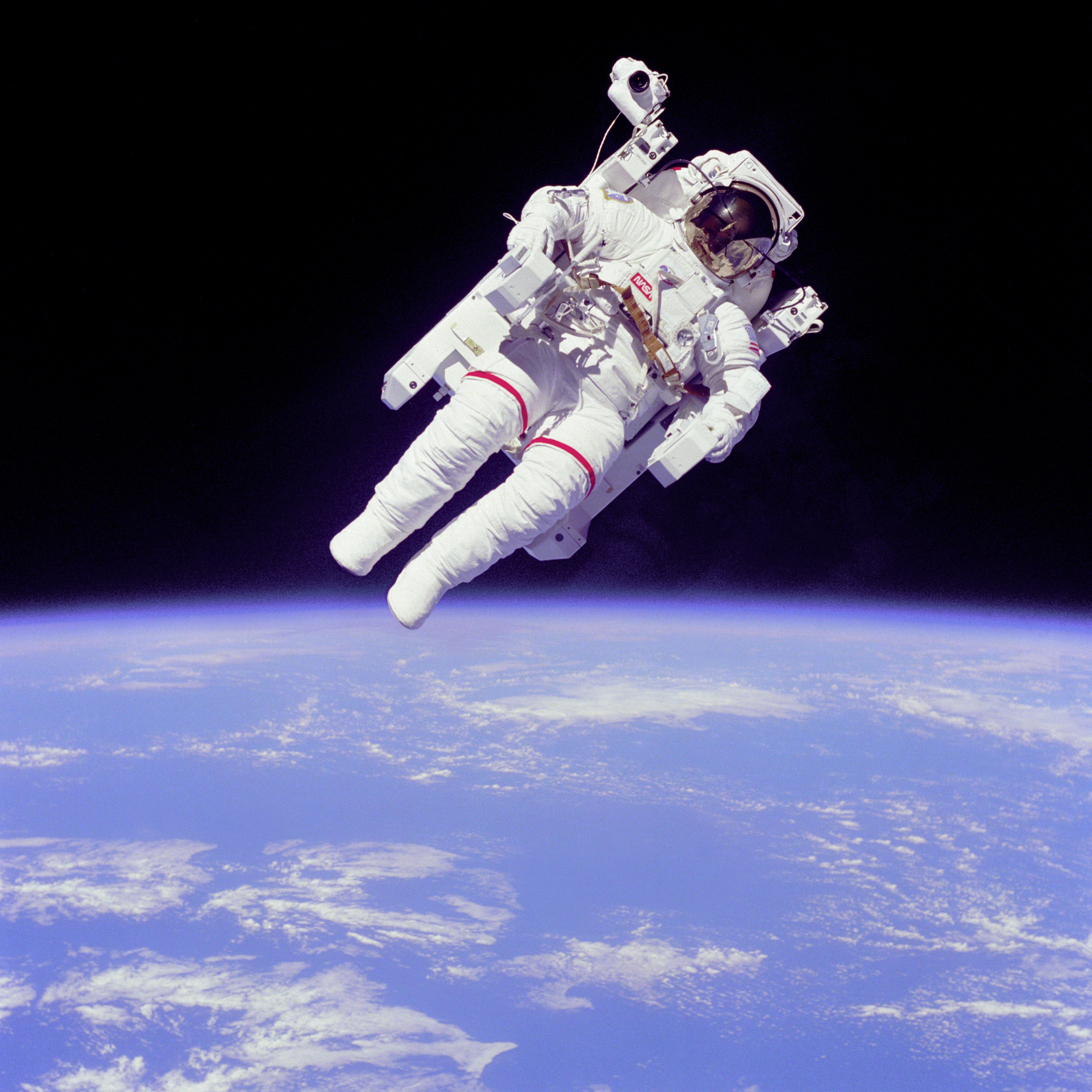
Un astronauta con l'MMU

Le tute della NASA hanno la possibilità di essere agganciate al MMU, una poltrona a razzo che permette di muoversi liberamente nello spazio. Nelle prime missioni extraveicolari, gli astronauti erano legati al veicolo per mezzo di un "cordone ombelicale" che forniva ossigeno ed evitava un eventuale allontanamento nello spazio. In seguito è stato sostituito da un più sottile cavo di sicurezza.
Utilizzato per la prima volta nel 1984, nel corso della decima missione dello Shuttle, l'MMU è dotato di due bracci regolabili, alle cui estremità si trovano dei controller utilizzati per manovrarlo. I getti di azoto di 24 propulsori possono far raggiungere una velocità di oltre 70 km/h. Il suo peso è intorno ai 140 kg.

#### SPK
L'SPK (o UMK) è uno strumento simile all'MMU sviluppato dall'ex Unione Sovietica. Aveva un peso di circa 220 kg, e 32 propulsori ad aria compressa garantivano una velocità di 100 km/h. L'SPK è stato sostituito da un braccio robot simile al Mobile Servicing System.

#### SAFER
Il SAFER (Simplified Aid for EVA Rescue) è uno strumento simile al MMU, ma di dimensioni ridotte, da utilizzarsi esclusivamente in situazioni di emergenza. Ha un peso di 35 kg e con i suoi 24 ugelli può far raggiungere una velocità di circa 10 km/h. L'autonomia è però molto breve, di circa 5 minuti.